# Liste modèle de l'OMS des médicaments essentiels

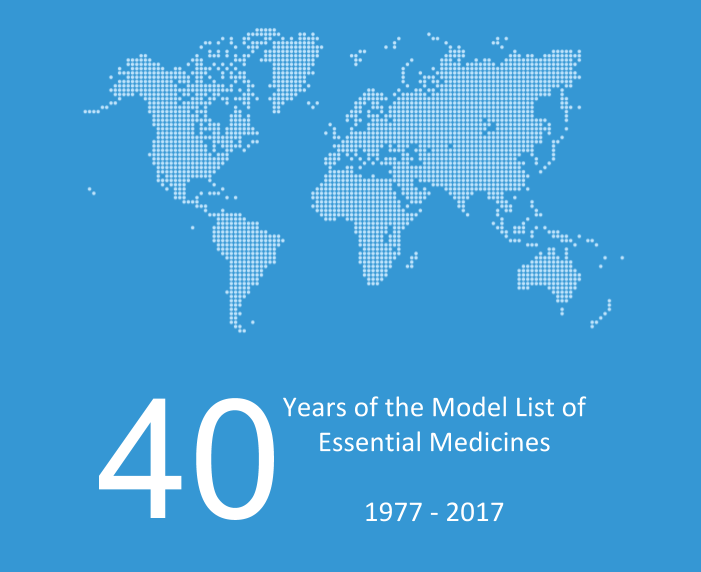
Symbole à l'OMS en 2017 du 40e anniversaire de la liste modèle des médicaments essentiels.

La liste modèle de l'OMS des médicaments essentiels est publiée par l'Organisation mondiale de la santé (OMS) depuis 1977 et mise à jour au moins tous les deux ans (en anglais). Depuis 2007, l'OMS publie également une liste distincte destinée aux enfants jusqu'à 12 ans. Ces listes recensent les médicaments essentiels dont les systèmes de santé à travers le monde devraient permettre l'accès à l'ensemble de la population en vertu de la déclaration de Montréal sur le droit fondamental aux médicaments essentiels. Il s'agit d'un modèle de liste destiné à être décliné localement par les autorités sanitaires des différents pays pour répondre à leurs besoins prioritaires en matière de santé publique. Les médicaments retenus doivent être essentiels pour répondre à ces besoins prioritaires et doivent présenter des preuves suffisantes de leur innocuité, de leur efficacité, d'un rapport coût/efficacité acceptable et d'une disponibilité suffisante sur le marché.

## Présentation
La liste ci-dessous reproduit l'édition OMS de mars 2011 (en français), mise à jour dans certains cas avec la liste OMS publiée en avril 2013 (en anglais). Cette liste est introduite par les définitions et précisions suivantes :
- La liste principale correspond aux besoins minimaux en médicaments d'un système de soins de santé de base et indique les médicaments qui ont la meilleure efficacité, la meilleure innocuité et le meilleur rapport coût/efficacité concernant les maladies prioritaires. Ces maladies sont sélectionnées en fonction de leur importance actuelle et future estimée pour la santé publique, ainsi que de l'existence éventuelle d'un traitement sans danger et d'un bon rapport coût/efficacité.
- La liste complémentaire présente des médicaments essentiels pour des maladies prioritaires pour lesquelles des moyens de diagnostic ou de surveillance spécifiques et/ou des soins médicaux spécialisés et/ou une formation spécialisée sont nécessaires. En cas de doute, des médicaments peuvent également être rangés dans la liste complémentaire en raison de leur coût systématiquement plus élevé et/ou de leur rapport coût/efficacité moins bon dans certains contextes.
- Le symbole carré (⎕) sert essentiellement à indiquer une efficacité clinique comparable au sein d'une famille pharmacologique. Le médicament figurant dans la liste doit être un représentant de la famille connu comme le plus efficace et le plus sûr. Dans certains cas, c'est le premier médicament qui a reçu l'autorisation de mise sur le marché qui pourra être indiqué ; dans d'autres, des molécules ayant reçu l'autorisation de mise sur le marché ultérieurement peuvent être plus sûres ou plus efficaces. Lorsqu'il n'y a aucune différence d’efficacité ou d'innocuité, le médicament figurant dans la liste sera celui qui est généralement disponible au prix le plus bas, d'après l'indicateur des prix internationaux des médicaments.

L'équivalence thérapeutique n'est mentionnée que sur la base des données d'efficacité et d'innocuité et lorsqu'elle correspond aux recommandations cliniques de l'OMS. Les listes nationales ne doivent pas utiliser de symbole comparable et doivent comporter un choix final de médicaments qui leur est propre, et qui dépend des produits disponibles localement et de leur prix. À l'intérieur des différentes sections de la liste, les médicaments sont classés par ordre alphabétique.
- Le détail des limites d'âge ou de poids correspondant à chaque médicament figure dans le Tableau 1.
- Lorsque le symbole [C] figure à côté de la liste complémentaire, il signifie que le(s) médicament(s) nécessite(nt) un diagnostic par un spécialiste, ou des installations de surveillance, et/ou des soins médicaux spécialisés, et/ou une formation spécialisée relative à leur utilisation chez l'enfant.
- Lorsque le symbole [C] figure à côté d'un médicament donné ou de son dosage, il signifie qu'il y a une raison particulière pour restreindre son utilisation à l'enfant.
- La présence d'un médicament sur la liste des médicaments essentiels n'implique aucune assurance quant à sa qualité pharmaceutique. Il incombe à chaque autorité locale de réglementation d’assurer que chaque spécialité (produit de marque) est de qualité pharmaceutique appropriée (y compris en ce qui concerne la stabilité) et que, le cas échéant, différentes spécialités sont interchangeables. Pour les recommandations et les conseils relatifs à tous les aspects de l'assurance de la qualité des médicaments, voir le site web de l'OMS.
- Les formes galéniques des médicaments sont présentées par ordre alphabétique ; la mention de plusieurs formes n'implique aucune préférence de l'une par rapport aux autres. On consultera les directives thérapeutiques standard pour toute information sur les formes les plus appropriées.

On trouvera à l'annexe 1 les principaux termes employés pour les formes galéniques dans la liste des médicaments essentiels. L'OMS définit bon nombre de ces termes et les normes de qualité et d'assurance-qualité applicables aux différentes catégories,.

## Anesthésiques

### Anesthésiques généraux et oxygène

#### Médicaments inhalables
- Halothane — Inhalation.
- Isoflurane — Inhalation.
- Oxygène — Inhalation (gaz à usage médicinal).
- Protoxyde d'azote — Inhalation.

#### Médicaments injectables
- Kétamine — Solution injectable : 50 mg/ml (sous forme de chlorhydrate) en flacon de 10 ml.
- Propofol — Solution injectable : 10 mg/ml ; 20 mg/ml. Le thiopental peut être utilisé comme une alternative selon la disponibilité locale et le coût.

### Anesthésiques locaux
- ⎕ Bupivacaïne — Solution injectable : 0,25 % ; 0,5 % (chlorhydrate) en flacon. Solution injectable pour rachianesthésie : 0,5 % (chlorhydrate) en ampoule de 4 ml à mélanger avec une solution de glucose à 7,5 %.
- ⎕ Lidocaïne — Formes pour application locale : 2 % à 4 % (chlorhydrate). Solution injectable : 1 % ; 2 % (chlorhydrate) en flacon. Solution injectable pour rachianesthésie : 5 % (chlorhydrate) en ampoule de 2 ml à mélanger avec une solution de glucose à 7,5 %.
- Lidocaïne + adrénaline (épinéphrine) — Cartouche pour usage dentaire : 2 % (chlorhydrate) + adrénaline 1:80 000. Solution injectable : 1 % ; 2 % (chlorhydrate ou sulfate) + adrénaline 1:200 000 en flacon.
- Éphédrine — Solution injectable : 30 mg/ml (chlorhydrate) en ampoule de 1 ml. (Pour rachianesthésie pendant l'accouchement, pour éviter l'hypotension).

### Prémédication anesthésique et sédation pour interventions de courte durée
- Atropine — Solution injectable : 1 mg (sulfate) en ampoule de 1 ml.
- ⎕ Midazolam — Comprimé : 7,5 mg ; 15 mg. Forme buvable : 2 mg/ml [C]. Solution injectable : 1 mg/ml.
- Morphine — Solution injectable : 10 mg (sulfate ou chlorhydrate) en ampoule de 1 ml.

## Analgésique, antipyrétiques, anti-inflammatoires non stéroïdiens (AINS), antigoutteux et médicaments utilisés pour le traitement de fond des affections rhumatismales

### Analgésiques non opioïdes et anti-inflammatoires non stéroïdiens
- Acide acétylsalicylique (aspirine) — Comprimé : 100 mg à 500 mg. Suppositoire : 50 mg à 150 mg. À utiliser en cas de rhumatisme articulaire aigu, de polyarthrite juvénile ou de maladie de Kawasaki [C].
- Ibuprofène (âge supérieur à 3 mois) — Comprimé : 200 mg ; 400 mg. Forme buvable : 200 mg / 5 ml.
- Paracétamol — Comprimé : 100 mg à 500 mg. Forme buvable : 125 mg / 5 ml. Suppositoire : 100 mg. N'est pas recommandé comme anti-inflammatoire en l'absence d'intérêt prouvé dans cette indication.

### Analgésiques opioïdes
- Codéine — Comprimé : 30 mg (phosphate). Le Comité d'Experts a demandé un examen comparé de l'efficacité et de la sécurité, en vue de l'éventuelle suppression de ce médicament lors de sa prochaine réunion.
- Morphine — Comprimé : 10 mg (sulfate de morphine). Comprimé (libération prolongée) : 10 mg ; 30 mg ; 60 mg (sulfate de morphine). Forme buvable : 10 mg (chlorhydrate de morphine ou sulfate de morphine) / 5 ml. Solution injectable : 10 mg (chlorhydrate de morphine ou sulfate de morphine) en ampoule de 1 ml.

### Antigoutteux
- Allopurinol — Comprimé : 100 mg.

### Médicaments utilisés pour les autres symptômes en soins palliatifs(section introduite avec la liste révisée d'avril 2013)
- Amitriptyline — Comprimé : 10 mg ; 25 mg ; 75 mg.
- Cyclizine [C] — Solution injectable : 50 mg/ml. Comprimé : 50 mg.
- Dexaméthasone — Solution injectable : 4 mg/ml (sous forme de sel d'hydrogénophosphate de sodium) en ampoule de 1 ml. Forme buvable : 2 mg / 5 ml. Comprimé : 2 mg ; 4 mg.
- Diazépam — Solution injectable : 5 mg/ml. Forme buvable : 2 mg / 5 ml. Solution pour voie rectale : 2,5 mg ; 5 mg ; 10 mg. Comprimé : 5 mg ; 10 mg.
- Docusate de sodium — Capsule : 100 mg. Forme buvable : 50 mg / 5 ml.
- Fluoxétine (âge supérieur à 8 ans) — Forme solide pour voie orale : 20 mg (sous forme de chlorhydrate).
- Halopéridol — Solution injectable : 5 mg en ampoule de 1 ml. Forme buvable : 2 mg/ml. Forme solide pour voie orale : 0,5 mg ; 2 mg ; 5 mg.
- Butylscopolamine — Solution injectable : 20 mg/ml.
- Scopolamine [C] — Solution injectable : 400 µg/ml ; 600 µg/ml. Timbre transdermique : 1 mg / 72 h.
- Lactulose [C] — Forme buvable : 3,1 à 3,7 g / 5 l.
- Lopéramide — Forme solide pour voie orale : 2 mg.
- Métoclopramide — Solution injectable : 5 mg (sous forme de chlorhydrate) en ampoule de 2 ml. Forme buvable : 5 mg / 5 ml. Forme solide pour voie orale : 10 mg (chlorhydrate).
- Midazolam — Solution injectable : 1 mg/ml ; 5 mg/ml. Forme solide pour voie orale : 7,5 mg ; 15 mg. Forme buvable : 2 mg/ml [C].
- Ondansétron [C] (âge supérieur à 1 mois) — Solution injectable : 2 mg/ml (base, sous forme de chlorhydrate) en ampoule de 2 ml. Forme buvable : 4 mg / 5 ml (base). Forme solide pour voie orale : 4 mg (base) ; 8 mg (base).
- Sennosides (hétérosides du séné) — Forme buvable : 7,5 mg / 5 ml.

### Médicaments utilisés pour le traitement de fond des affections rhumatismales(section déplacée en fin de liste révisée d'avril 2013)
- Chloroquine — Comprimé : 100 mg ; 150 mg (sous forme de phosphate ou sulfate). Le Comité d'Experts a demandé un examen comparé de l'efficacité et de la sécurité, en vue de l'éventuelle suppression de ce médicament lors de sa prochaine réunion.
- Liste complémentaire :
  - Azathioprine — Comprimé : 50 mg.
  - Hydroxychloroquine [C] — Forme solide pour voie orale : 200 mg (sous forme de sulfate).
  - Méthotrexate — Comprimé : 2,5 mg (sous forme de sel de sodium).
  - Pénicillamine — Forme solide pour voie orale : 250 mg.
  - Sulfasalazine — Comprimé : 500 mg.

## Antiallergiques et antianaphylactiques
- ⎕ Chlorphéniramine (âge supérieur à 1 an ; médicament retiré de la liste révisée d'avril 2013) — Comprimé : 4 mg (hydrogénomaléate). Forme buvable : 2 mg / 5 ml (hydrogénomaléate) [C]. Solution injectable : 10 mg (hydrogénomaléate) en ampoule de 1 ml.
- Dexaméthasone — Solution injectable : 4 mg/ml en ampoule de 1 ml (sous forme de sel d'hydrogénophosphate de sodium).
- Adrénaline (épinéphrine) — Solution injectable : 1 mg (sous forme de chlorhydrate ou d'hydrogénotartrate) en ampoule de 1 ml.
- Cortisol (hydrocortisone) — Poudre pour préparation injectable : 100 mg (sous forme de succinate sodique) en flacon.
- Loratadine (médicament introduit avec la liste révisée d'avril 2013) — Forme buvable : 1 mg/ml. Comprimé : 10 mg. Il pourrait agir comme sédatif antihistaminique dans un petit nombre d'indications.
- ⎕ Prednisolone — Comprimé : 5 mg ; 25 mg. Forme buvable : 5 mg/ml [C].

## Antidotes et autres substances utilisées pour le traitement des intoxications

### Non-spécifiques
- Charbon actif — Poudre.

### Spécifiques
- Acétylcystéine — Forme buvable : 10 % [C] ; 20 % [C]. Solution injectable : 200 mg/ml en ampoule de 10 ml.
- Atropine — Solution injectable : 1 mg (sulfate) en ampoule de 1 ml.
- Bleu de méthylène (chlorure de méthylthioninium) — Solution injectable : 10 mg/ml en ampoule de 10 ml.
- Bleu de Prusse (hexacyanoferrate(II) de potassium et de fer) — Poudre pour voie orale.
- Gluconate de calcium — Solution injectable : 100 mg/ml en ampoule de 10 ml.
- Naloxone — Solution injectable : 400 µg (chlorhydrate) en ampoule de 1 ml.
- Pénicillamine — Forme solide pour voie orale : 250 mg. Le Comité d'Experts a demandé un examen comparé de l'efficacité et de la sécurité, en vue de l'éventuelle suppression de ce médicament lors de sa prochaine réunion.
- Nitrite de sodium — Solution injectable : 30 mg/ml en ampoule de 10 ml.
- Thiosulfate de sodium — Solution injectable : 250 mg/ml en ampoule de 50 ml.
- Liste complémentaire :
  - Desferrioxamine (déféroxamine) — Poudre pour préparation injectable : 500 mg (mésylate) en flacon.
  - Dimercaprol — Solution injectable dans un excipient huileux : 50 mg/ml en ampoule de 2 ml.
  - Fomépizole (médicament introduit avec la liste révisée d'avril 2013) — Solution injectable : 5 mg/ml (sulfate) en ampoule de 20 ml ou 1 g/ml (base) en ampoule de 1,5 ml.
  - Acide éthylène diamine tétraacétique (calcium édétate de sodium, EDTA) — Solution injectable : 200 mg/ml en ampoule de 5 ml.
  - Acide dimercaptosuccinique (succimer) — Forme solide pour voie orale : 100 mg.

## Anticonvulsants / antiépileptiques
- Carbamazépine — Comprimé (à croquer) : 100 mg ; 200 mg. Comprimé (sécable) : 100 mg ; 200 mg. Forme buvable : 100 mg / 5 ml.
- Diazépam — Gel ou solution pour voie rectale : 5 mg/ml en tube de 0,5 ml ; 2 ml ; 4 ml.
- ⎕ Lorazépam — Formulation parentérale : 2 mg/ml en ampoule de 1 ml ; 4 mg/ml en ampoule de 1 ml.
- Sulfate de magnésium — Solution injectable : 500 mg/ml en ampoule de 2 ml ; 500 mg/ml en ampoule de 10 ml. Indiqué en cas d'éclampsie ou de pré-éclampsie sévère, à l'exclusion des autres troubles convulsifs.
- Phénobarbital — Comprimé : 15 mg à 100 mg. Forme buvable : 15 mg / 5 ml. Solution injectable : 200 mg/ml (phénobarbital sodique).
- Phénytoïne — Comprimé (à croquer) : 50 mg. Forme buvable : 25 mg à 30 mg / 5 ml*. Forme solide pour voie orale : 25 mg ; 50 mg ; 100 mg (sel de sodium). Solution injectable : 50 mg/ml en flacon de 5 ml (sel de sodium).
*La présence de deux dosages (25 mg / 5 ml et 30 mg / 5 ml) sur le même marché peut entraîner des confusions lors de la prescription et de la dispensation et doit être évitée.
- Acide valproïque (valproate de sodium) — Comprimé (à écraser) : 100 mg. Comprimé (gastrorésistant) : 200 mg ; 500 mg (valproate de sodium). Forme buvable : 200 mg / 5 ml.
- Liste complémentaire :
  - Éthosuximide — Capsule : 250 mg. Forme buvable : 250 mg / 5 ml.

## Anti-infectieux

### Anthelminthiques

#### Médicaments contre les helminthes intestinaux
- Albendazole — Comprimé (à croquer) : 400 mg.
- Lévamisole — Comprimé : 50 mg ; 150 mg (sous forme de chlorhydrate). Le Comité d'Experts a demandé que ce médicament soit revu pour suppression lors de sa prochaine réunion. Doit être utilisé en association avec d'autres anthelminthiques.
- Mébendazole — Comprimé (à croquer) : 100 mg ; 500 mg.
- Niclosamide — Comprimé (à croquer) : 500 mg. Le niclosamide figure dans la liste en cas d'échec thérapeutique avec le praziquantel. Le Comité d'Experts a demandé que ce médicament soit revu pour suppression lors de sa prochaine réunion.
- Praziquantel — Comprimé : 150 mg ; 600 mg.
- Pyrantel — Comprimé (à croquer) : 250 mg (sous forme de pamoate, ou embonate). Forme buvable : 50 mg/ml (sous forme de pamoate, ou embonate).

#### Antifilariens
- Albendazole — Comprimé (à croquer) : 400 mg.
- Diéthylcarbamazine — Comprimé : 50 mg ; 100 mg (dihydrogénocitrate).
- Ivermectine — Comprimé (sécable) : 3 mg ; 6 mg.

#### Schistosomicides (antibilharziens) et antitrématodes
- Praziquantel — Comprimé : 600 mg.
- Triclabendazole — Comprimé : 250 mg.
- Liste complémentaire :
  - Oxamniquine — Capsule : 250 mg. Forme buvable : 250 mg / 5 ml. L'oxamniquine figure dans la liste en cas d'échec thérapeutique avec le praziquantel.

### Antibactériens

#### Bêta-lactamines
- Amoxicilline — Forme solide pour voie orale : 250 mg ; 500 mg (sous forme de trihydrate). Poudre pour forme buvable : 125 mg (sous forme de trihydrate) / 5 ml ; 250 mg (sous forme de trihydrate) / 5 ml [C].
- Amoxicilline/acide clavulanique : amoxicilline + acide clavulanique — Comprimé : 500 mg (sous forme de trihydrate) + 125 mg (sous forme de sel de potassium). Forme buvable : 125 mg amoxicilline + 31,25 mg acide clavulanique / 5 ml ET 250 mg amoxicilline + 62,5 mg acide clavulanique / 5 ml [C].
- Ampicilline — Poudre pour préparation injectable : 500 mg ; 1 g (sous forme de sel de sodium) en flacon.
- Benzathine benzylpénicilline — Poudre pour préparation injectable : 900 mg benzylpénicilline (= 1,2 million UI) en flacon de 5 ml [C] ; 1,44 g benzylpénicilline (= 2,4 millions UI) en flacon de 5 ml.
- Benzylpénicilline — Poudre pour préparation injectable : 600 mg (= 1 million UI) ; 3 g (= 5 millions UI) (sel de sodium ou de potassium) en flacon.
- Céphalexine [C] — Poudre à reconstituer avec de l'eau : 125 mg / 5 ml ; 250 mg / 5 ml (anhydre). Forme solide pour voie orale : 250 mg (sous forme monohydratée).
- ⎕ Céfazoline (âge supérieur à 1 mois) — Poudre pour préparation injectable : 1 g (sous forme de sel de sodium) en flacon. Pour la prophylaxie en chirurgie.
- Céfixime — Capsule : 400 mg (sous forme de trihydrate). Ne figure dans la liste que pour le traitement unidose de la gonococcie ano-génitale non compliquée.
- Ceftriaxone (âge gestationnel corrigé : à partir de 41 semaines) — Poudre pour préparation injectable : 250 mg ; 1 g (sous forme de sel de sodium) en flacon. Ne pas administrer avec du calcium et à éviter chez les nourrissons présentant une hyperbilirubinémie.
- ⎕ Cloxacilline — Capsule : 500 mg ; 1 g (sous forme de sel de sodium). Poudre pour forme buvable : 125 mg (sous forme de sel de sodium) / 5 ml. Poudre pour préparation injectable : 500 mg (sous forme de sel de sodium) en flacon.
- Phénoxyméthylpénicilline (pénicilline V) — Comprimé : 250 mg (sous forme de sel de potassium). Poudre pour forme buvable : 250 mg (sous forme de sel de potassium) / 5 ml.
- Procaïne benzylpénicilline — Poudre pour préparation injectable : 1 g (= 1 million UI) ; 3 g (= 3 millions UI) en flacon. La procaïne benzylpénicilline n’est pas recommandée en première intention pour le traitement des infections néonatales, sauf dans les situations où la mortalité néonatale est élevée lorsqu’elle est alors administrée par des agents de santé qualifiés si l'hospitalisation est impossible.
- Liste complémentaire :
  - Céfotaxime [C] — Poudre pour préparation injectable : 250 mg par flacon (sous forme de sel de sodium). Céphalosporine de 3e génération de choix pour les nouveau-nés hospitalisés.
  - Ceftazidime — Poudre pour préparation injectable : 250 ml ou 1 g (sous forme pentahydratée) en flacon.
  - Imipénème + cilastatine — Poudre pour préparation injectable : 250 mg (sous forme monohydratée) + 250 mg (sous forme de sel de sodium) ; 500 mg (sous forme monohydratée) + 500 mg (sous forme de sel de sodium) en flacon. Ne figure dans la liste que pour le traitement des infections nosocomiales mortelles dues à une infection polypharmacorésistante présumée ou prouvée. Le méropénem est indiqué pour le traitement de la méningite et est homologué pour un usage chez l'enfant de plus de 3 mois.

#### Autres antibactériens
- Azithromycine — Capsule : 250 mg ; 500 mg (anhydre). Forme buvable : 200 mg / 5 ml. Ne figure dans la liste que pour le traitement unidose des infections génitales à Chlamydia trachomatis et du trachome.
- Chloramphénicol — Capsule : 250 mg. Forme buvable : 150 mg (sous forme de palmitate) / 5 ml. Poudre pour préparation injectable : 1 g (succinate sodique) en flacon. Suspension huileuse pour injection* : 0,5 g/ml (sous forme de succinate sodique) en ampoule de 2 ml.
*Uniquement pour le traitement présomptif de la méningite épidémique chez l'enfant de plus de 2 ans.
- ⎕ Ciprofloxacine (le symbole carré ne s'applique qu'aux adultes) — Comprimé : 250 mg (sous forme de chlorhydrate). Forme buvable : 250 mg / 5 ml (anhydre) [C]. Solution pour perfusion IV : 2 mg/ml (sous forme d'hyclate) [C].
- Clarithromycine — Forme solide pour voie orale : 500 mg. Pour utilisation en association avec les traitements d'éradication de H. pylori chez l'adulte.
- Doxycycline (À n'utiliser chez l'enfant de moins de 8 ans qu’en cas d'infection engageant le pronostic vital si aucun autre traitement n'existe) — Forme buvable : 25 mg / 5 ml [C] ; 50 mg / 5 ml (anhydre) [C] . Forme solide pour voie orale : 50 mg [C] ; 100 mg (sous forme d'hyclate).
- ⎕ Érythromycine — Forme solide pour voie orale : 250 mg (sous forme de stéarate ou d'estolate ou d'éthylsuccinate). Poudre pour forme buvable : 125 mg / 5 ml (sous forme de stéarate ou d'estolate ou d'éthylsuccinate). Poudre pour préparation injectable : 500 mg (sous forme de lactobionate) en flacon.
- ⎕ Gentamicine — Solution injectable : 10 mg ; 40 mg/ml (sous forme de sulfate) en flacon de 2 ml.
- ⎕ Métronidazole — Comprimé : 200 mg à 500 mg. Forme buvable : 200 mg (sous forme de benzoate) / 5 ml. Solution injectable : 500 mg en flacon de 100 ml. Suppositoire : 500 mg ; 1 g.
- Nitrofurantoïne — Comprimé : 100 mg. Forme buvable : 25 mg / 5 ml [C].
- Spectinomycine — Poudre pour préparation injectable : 2 g (sous forme de chlorhydrate) en flacon.
- Cotrimoxazole : sulfaméthoxazole + triméthoprime — Comprimé : 100 mg + 20 mg ; 400 mg + 80 mg ; 800 mg + 160 mg. Forme buvable : (200 mg + 40 mg) / 5 ml. Solution injectable : 80 mg/ml + 16 mg/ml en ampoule de 5 ml ; 80 mg/ml + 16 mg/ml en ampoule de 10 ml.
- Triméthoprime (âge supérieur à 6 mois) — Comprimé : 100 mg ; 200 mg. Forme buvable : 50 mg / 5 ml [C].
- Liste complémentaire :
  - Clindamycine — Capsule : 150 mg (sous forme de chlorhydrate). Forme buvable : 75 mg / 5 ml (sous forme de palmitate) [C]. Solution injectable : 150 mg/ml (sous forme de phosphate).
  - Vancomycine — Poudre pour préparation injectable : 250 mg (sous forme de chlorhydrate) en flacon.

#### Antilépreux
Les médicaments indiqués dans le traitement de la lèpre ne doivent être administrés qu'en association. Le traitement par une association thérapeutique est indispensable pour empêcher la survenue d'une pharmacorésistance. On utilisera des plaquettes thermoformées (blister packs) chromocodées, contenant une association classique de deux médicaments (lèpre paucibacillaire) ou de trois médicaments (lèpre multibacillaire) destinée à l'adulte ou à l'enfant. Ces plaquettes peuvent être obtenues gratuitement en s'adressant à l'OMS.
- Clofazimine — Capsule : 50 mg ; 100 mg.
- Dapsone — Comprimé : 25 mg ; 50 mg ; 100 mg.
- Rifampicine — Forme solide pour voie orale : 150 mg ; 300 mg.

#### Antituberculeux
- Éthambutol — Comprimé : 100 mg à 400 mg (chlorhydrate). Forme buvable : 25 mg/ml [C].
- Éthambutol + isoniazide — Comprimé : 400 mg + 150 mg.
- Éthambutol + isoniazide + pyrazinamide + rifampicine — Comprimé : 275 mg + 75 mg + 400 mg + 150 mg.
- Éthambutol + isoniazide + rifampicine — Comprimé : 275 mg + 75 mg + 150 mg.
- Isoniazide — Comprimé : 100 mg à 300 mg. Comprimé (sécable) : 50 mg. Forme buvable : 50 mg / 5 ml [C].
- Isoniazide + pyrazinamide + rifampicine — Comprimé : 75 mg + 400 mg + 150 mg. 150 mg + 500 mg + 150 mg (pour traitement intermittent, trois fois par semaine).
- Isoniazide + rifampicine — Comprimé : 75 mg + 150 mg ; 150 mg + 300 mg. 60 mg + 60 mg (pour traitement intermittent, trois fois par semaine). 150 mg + 150 mg (pour traitement intermittent, trois fois par semaine).
- Pyrazinamide — Comprimé : 400 mg. Comprimé (dispersible) : 150 mg. Comprimé (sécable) : 150 mg. Forme buvable : 30 mg/ml [C].
- Rifabutine — Capsule : 150 mg. À n'utiliser que chez les patients infectés par le VIH et relevant des inhibiteurs de protéase.
- Rifampicine — Forme buvable : 20 mg/l [C]. Forme solide pour voie orale : 150 mg ; 300 mg.
- Streptomycine — Poudre pour préparation injectable : 1 g (sous forme de sulfate) en flacon.
- Liste complémentaire :
Les médicaments de réserve pour le traitement de deuxième intention de la tuberculose multirésistante seront utilisés dans les centres spécialisés se conformant aux normes de l'OMS en matière de lutte antituberculeuse.
  - Acide p-aminosalicylique — Comprimé : 500 mg. Granulés : 4 g en sachet.
  - Amikacine — Poudre pour préparation injectable : 100 mg ; 500 mg ; 1 g (sous forme de sulfate) en flacon.
  - Capréomycine — Poudre pour préparation injectable : 1 g (sous forme de sulfate) en flacon.
  - Cyclosérine — Forme solide pour voie orale : 250 mg.
  - Éthionamide — Comprimé : 125 mg ; 250 mg.
  - Kanamycine — Poudre pour préparation injectable : 1 g (sous forme de sulfate) en flacon.
  - Lévofloxacine (médicament introduit avec la liste révisée d'avril 2013) — Comprimé : 250 mg ; 500 mg ; 750 mg. L'ofloxacine et la moxifloxacine peuvent être utilisées en remplacement pour des questions de disponibilité ou selon les options du programme.
  - Ofloxacine (médicament supprimé de la liste révisée d'avril 2013) — Comprimé : 200 mg ; 400 mg. La lévofloxacine peut être utilisée en remplacement pour des questions de disponibilité ou selon les options du programme.

### Antifongiques
- Clotrimazole — Comprimé vaginal : 100 mg ; 500 mg. Crème vaginale : 1 % ; 10 %.
- ⎕ Fluconazole — Capsule : 50 mg. Forme buvable : 50 mg / 5 ml. Solution injectable : 2 mg/ml en flacon.
- Griséofulvine — Forme buvable : 125 mg / 5 ml [C]. Forme solide pour voie orale : 125 mg ; 250 mg.
- Nystatine — Comprimé : 100 000 UI ; 500 000 UI. Comprimé vaginal : 100 000 UI. Forme buvable : 50 mg / 5 ml [C] ; 100 000 UI/ml [C]. Pastille : 100 000 UI.
- Liste complémentaire :
  - Amphotéricine B — Poudre pour préparation injectable : 50 mg en flacon. Sous forme de désoxycholate de sodium ou de complexe liposimique.
  - Flucytosine — Capsule : 250 mg. Solution pour perfusion : 2,5 g en 250 ml.
  - Iodure de potassium — Solution saturée.

### Antiviraux

#### Antiherpétiques
- ⎕ Aciclovir — Comprimé : 200 mg. Forme buvable : 200 mg / 5 ml [C]. Poudre pour préparation injectable : 250 mg (sous forme de sel de sodium) en flacon.

#### Antirétroviraux
En l'état actuel des connaissances et d'après l'expérience de leur utilisation, les médicaments entrant dans les trois classes d'antirétroviraux ci-dessous sont inscrits sur la liste des médicaments essentiels pour le traitement et la prévention de l'infection à VIH (prévention de la transmission mère-enfant et prophylaxie post-exposition). Le Comité insiste sur l'importance d'utiliser ces produits conformément aux directives internationales et nationales. Il recommande et approuve l'emploi d’associations fixes et le développement de nouvelles associations fixes appropriées, notamment de formes pharmaceutiques modifiées, de produits n'ayant pas besoin d'être réfrigérés et de formes pédiatriques de qualité pharmaceutique assurée. Les comprimés sécables peuvent être utilisés chez l'enfant et on peut donc envisager de les inclure dans la liste des comprimés, pour autant que des produits de qualité suffisante soient disponibles.

##### Inhibiteurs nucléosidiques/nucléotidiques de la transcriptase inverse
- Abacavir (ABC) — Comprimé : 300 mg (sous forme de sulfate). Forme buvable : 100 mg (sous forme de sulfate) / 5 ml.
- Didanosine (ddI) — Capsule (gastrorésistante non tamponnée) : 125 mg ; 200 mg ; 250 mg ; 400 mg. Comprimé (dispersible tamponné, à croquer) : 25 mg ; 50 mg ; 100 mg ; 150 mg ; 200 mg. Poudre tamponnée pour forme buvable : 100 mg ; 167 mg ; 250 mg en sachets.
- Emtricitabine (FTC) (âge supérieur à 3 mois) — Capsule : 200 mg. Forme buvable : 10 mg/ml. La FTC constitue une alternative acceptable à la 3TC d'après les résultats d'essais cliniques et les connaissances actuelles sur la pharmacologie et les profils de résistance des antirétroviraux.
- Lamivudine (3TC) — Comprimé : 150 mg. Forme buvable : 50 mg / 5 ml.
- Stavudine (d4T) — Comprimé : 15 mg ; 20 mg ; 30 mg. Poudre pour forme buvable : 5 mg / 5 ml.
- Ténofovir (TDF) — Comprimé : 300 mg (ténofovir disoproxil fumarate — correspondant à 245 mg de ténofovir disoproxil).
- Zidovudine (ZDV, ou AZT) — Capsule : 100 mg ; 250 mg. Comprimé : 300 mg. Forme buvable : 50 mg / 5 ml. Solution pour perfusion IV : 10 mg/ml en flacon de 20 ml.

##### Inhibiteurs non nucléosidiques de la transcriptase inverse
- Éfavirenz (EFV, ou EFZ) (âge supérieur à 3 ans ou poids supérieur à 10 kg) — Capsule : 50 mg ; 100 mg ; 200 mg. Comprimé : 600 mg. Forme buvable : 150 mg / 5 ml.
- Névirapine (NVP) — Comprimé : 200 mg. Forme buvable : 50 mg / 5 ml.

##### Inhibiteurs de protéase
Le choix des inhibiteurs de protéase à partir de la liste modèle devra être établi par chacun des pays en tenant compte des directives thérapeutiques internationales et nationales et des données de l’expérience. Le ritonavir est recommandé dans les associations en tant que potentialisateur pharmacologique et non comme antirétroviral à part entière. Tous les autres inhibiteurs de protéase doivent être utilisés sous des formes renforcées (par exemple, avec du ritonavir).
- Atazanavir (poids supérieur à 10 kg) — Forme solide pour voie orale : 100 mg ; 150 mg ; 300 mg (sous forme de sulfate).
- Indinavir (IDV) — Forme solide pour voie orale : 400 mg (sous forme de sulfate).
- Lopinavir + ritonavir (LPV/r) — Capsule : 133,3 mg + 33,3 mg. Comprimé (thermostable) : 100 mg + 25 mg ; 200 mg + 50 mg. Forme buvable : 400 mg + 100 mg / 5 ml.
- Ritonavir — Comprimé (thermostable) : 25 mg ; 100 mg. Forme buvable : 400 mg / 5 ml. Forme solide pour voie orale : 100 mg.
- Saquinavir (SQV) (poids supérieur à 25 kg) — Forme solide pour voie orale : 200 mg ; 500 mg (sous forme de mésylate).

ASSOCIATIONS FIXES
- Éfavirenz + emtricitabine + ténofovir — Comprimé : 600 mg + 200 mg + 300 mg (fumarate de ténofovir disoproxil correspondant à 245 mg de ténofovir disoproxil). La FTC constitue une alternative acceptable à la 3TC d'après les résultats d'essais cliniques et les connaissances actuelles sur la pharmacologie et les profils de résistance des antirétroviraux.
- Emtricitabine + ténofovir — Comprimé : 200 mg + 300 mg (fumarate de ténofovir disoproxil correspondant à 245 mg de ténofovir disoproxil). La FTC constitue une alternative acceptable à la 3TC d'après les résultats d'essais cliniques et les connaissances actuelles sur la pharmacologie et les profils de résistance des antirétroviraux.
- Lamivudine + névirapine + stavudine — Comprimé : 150 mg + 200 mg + 30 mg. Comprimé (dispersible) : 30 mg + 50 mg + 6 mg [C] ; 60 mg + 100 mg + 12 mg [C].
- Lamivudine + névirapine + zidovudine — Comprimé : 30 mg + 50 mg + 60 mg [C] ; 150 mg + 200 mg + 300 mg.
- Lamivudine + zidovudine — Comprimé : 30 mg + 60 mg [C] ; 150 mg + 300 mg.

#### Autres antiviraux
- Oseltamivir — Capsule : 30 mg ; 45 mg ; 75 mg (sous forme de phosphate). Poudre pour voie orale : 12 mg/ml. L'oseltamivir devrait être utilisé uniquement conformément aux recommandations thérapeutiques de l'OMS, c'est-à-dire 1) pour le traitement des patients atteints d'une pathologie clinique grave ou évolutive et chez qui la présence du virus de la grippe pandémique A (H1N1) 2009 est présumée ou confirmée, 2) pour le traitement des patients chez qui l'on a confirmé ou l'on présume une pathologie sans complications due à l'infection par le virus de la grippe pandémique appartenant aux groupes les plus exposés, notamment les femmes enceintes et les enfants de moins de deux ans.
- Ribavirine — Forme solide pour voie orale : 200 mg ; 400 mg ; 600 mg. Solution injectable pour administration intraveineuse : 800 mg et 1 g dans 10 ml de solution tamponnée au phosphate. Uniquement pour le traitement des fièvres hémorragiques virales.
- Liste complémentaire :
  - Interféron pégylé alpha (2a ou 2b) — Ampoule ou seringue préremplie : 180 µg (peginterféron alfa-2a) ; 80 µg, 100 µg (peginterféron alfa-2b). À utiliser en association avec la ribavirine.

### Antiprotozoaires

#### Antiamibiens et antigiardiens
- Diloxanide (poids supérieur à 25 kg) — Comprimé : 500 mg (furoate).
- ⎕ Métronidazole — Comprimé : 200 mg à 500 mg. Forme buvable : 200 mg (sous forme de benzoate) / 5ml. Solution injectable : 500 mg en flacon de 100 ml.

#### Antileishmaniens
- Amphotéricine B — Poudre pour préparation injectable : 50 mg en flacon. Sous forme de désoxycholate de sodium ou de complexe liposimique.
- Miltéfosine — Forme solide pour voie orale : 10 mg ; 50 mg.
- Paromomycine — Solution pour injection intramusculaire : 750 mg de composé de paromomycine (sous forme de sulfate).
- Stibogluconate de sodium ou antimoniate de méglumine — Solution injectable : 100 mg/ml, 1 flacon = 30 ml ou 30 %, correspondant à environ 8,1 % d'antimoine (pentavalent) en ampoule de 5 ml.

#### Antipaludiques

##### Traitement curatif
Les médicaments destinés au traitement du paludisme à P. falciparum doivent être utilisés en association. La liste recommande actuellement les associations mentionnées dans les directives thérapeutiques. Le Comité admet qu'il n'existe pas encore toutes les associations et encourage leur développement et leur essai rigoureux. Il encourage également le développement et l'essai de formes destinées à la voie rectale.
- Amodiaquine — Comprimé : 153 mg ou 200 mg (sous forme de chlorhydrate). À utiliser en association avec l'artésunate 50 mg.
- Artéméther — Solution injectable huileuse : 80 mg/ml en ampoule de 1 ml. À utiliser pour la prise en charge du paludisme grave.
- Artéméther + luméfantrine — Comprimé : 20 mg + 120 mg. Comprimé (dispersible) : 20 mg + 120 mg . [C] Déconseillé pendant le premier trimestre de la grossesse et chez l'enfant de moins de 5 kg.
- Artésunate — Comprimé : 50 mg. Forme rectale : capsules de 50 mg [C] ; 200 mg (pour le traitement du paludisme grave avant transfert uniquement ; les malades doivent être emmenés dans un centre de santé approprié pour les soins de suivi) [C]. Solution injectable : ampoules contenant 60 mg d'acide artésunique anhydre, avec une ampoule séparée de solution de bicarbonate de sodium à 5 %. À utiliser dans la prise en charge du paludisme grave. A utiliser en association avec l'amodiaquine, la méfloquine ou la sulfadoxine + pyriméthamine.
- Artésunate + amodiaquine — Comprimé : 25 mg + 67,5 mg ; 50 mg + 135 mg ; 100 mg + 270 mg. D'autres associations délivrant les doses requises, par exemple 153 mg ou 200 mg d'amodiaquine (sous forme de chlorhydrate) et 50 mg d'artésunate, pourraient constituer des solutions de remplacement.
- Artésunate + méfloquine (association introduite avec la liste révisée d'avril 2013) — Comprimé : 25 mg + 55 mg ; 100 mg + 220 mg.
- Chloroquine — Comprimé : 100 mg ; 150 mg (sous forme de phosphate ou de sulfate). Forme buvable : 50 mg (sous forme de phosphate ou de sulfate) / 5 ml. À n'utiliser que pour le traitement de l'infection à P. vivax.
- Doxycycline — Capsule : 100 mg (sous forme de chlorhydrate ou d'hyclate). Comprimé (dispersible) : 100 mg (sous forme monohydratée). À n'utiliser qu'en association avec la quinine.
- Méfloquine — Comprimé : 250 mg (sous forme de chlorhydrate). À utiliser en association avec l'artésunate 50 mg.
- Primaquine — Comprimé : 7,5 mg ; 15 mg (sous forme de bisphosphate). À n'utiliser que pour obtenir la guérison radicale des infections à P. vivax et P. ovale ; administrer pendant 14 jours.
- Quinine — Comprimé : 300 mg (sulfate de quinine) ou 300 mg (bisulfate de quinine). Solution injectable : 300 mg/ml quinine (chlorhydrate) en ampoule de 2 ml. À n'utiliser que pour la prise en charge du paludisme grave ; doit être utilisée en association avec la doxycycline.
- Sulfadoxine + pyriméthamine — Comprimé : 500 mg + 25 mg. À n'utiliser qu'en association avec l'artésunate 50 mg.

##### Prophylaxie
- Chloroquine — Comprimé : 150 mg (sous forme de phosphate ou sulfate). Forme buvable : 50 mg (sous forme de phosphate ou sulfate) / 5 ml. A n'utiliser qu'en Amérique centrale contre les infections à P. vivax.
- Doxycycline (âge supérieur à 8 ans) — Forme solide pour voie orale : 100 mg (sous forme de chlorhydrate ou d'hyclate).
- Méfloquine (poids supérieur à 5 kg ou âge supérieur à 3 mois) — Comprimé : 250 mg (sous forme de chlorhydrate).
- Proguanil — Comprimé : 100 mg (sous forme de chlorhydrate). A n'utiliser qu'en association avec la chloroquine.

#### Médicaments contre la pneumocystose et la toxoplasmose
- Pyriméthamine — Comprimé : 25 mg.
- Sulfadiazine — Comprimé : 500 mg.
- Sulfaméthoxazole + triméthoprime — Comprimé : 100 mg + 20 mg ; 400 mg + 80 mg [C]. Forme buvable : 200 mg + 40 mg / 5 ml [C]. Solution injectable : 80 mg + 16 mg/ml en ampoule de 5 ml ; 80 mg + 16 mg/ml en ampoule de 10 ml.
- Liste complémentaire :
  - Pentamidine — Comprimé : 200 mg ; 300 mg (sous forme d'isétionate).

#### Trypanocides

##### Trypanosomiase africaine
Médicaments pour le traitement du premier stade de la trypanosomiase africaine
- Pentamidine — Poudre pour préparation injectable : 200 mg (sous forme d'isétionate) en flacon. A utiliser pour le traitement de l'infection à Trypanosoma brucei gambiense.
- Suramine sodique — Poudre pour préparation injectable : 1 g en flacon. A utiliser exclusivement pour le traitement de la phase initiale de l'infection à Trypanosoma brucei rhodesiense.

Médicaments pour le traitement du deuxième stade de la trypanosomiase africaine
- Éflornithine — Solution injectable : 200 mg/ml (chlorhydrate) en flacon de 100 ml. À utiliser pour le traitement de l'infection à Trypanosoma brucei gambiense.
- Nifurtimox — Comprimé : 120 mg. À n'utiliser qu'en association avec l'éflornithine pour le traitement de l'infection à Trypanosoma brucei gambiense.
- Liste complémentaire [C] :
  - Mélarsoprol — Solution injectable : 3,6 %, en ampoule de 5 ml (180 mg de principe actif).

##### Trypanosomiase américaine
- Benznidazole — Comprimé : 100 mg.
- Nifurtimox — Comprimé : 30 mg ; 120 mg ; 250 mg.

## Antimigraineux

### Traitement de la crise
- Acide acétylsalicylique (aspirine) — Comprimé : 300 mg à 500 mg.
- Ibuprofène [C] — Comprimé : 200 mg ; 400 mg.
- Paracétamol — Comprimé : 300 mg à 500 mg. Forme buvable : 125 mg / 5 ml [C].

### Prophylaxie
- Propranolol — Comprimé : 20 mg ; 40 mg (chlorhydrate).

## Antinéoplasiques, immunosuppresseurs et médicaments des soins palliatifs

### Immunodépresseurs
- Liste complémentaire :
  - Azathioprine — Comprimé (sécable) : 50 mg. Poudre pour préparation injectable : 100 mg (sous forme de sel de sodium) en flacon.
  - Ciclosporine — Capsule : 25 mg. Concentré pour préparation injectable : 50 mg/ml en ampoule de 1 ml pour la transplantation d'organes.

### Cytotoxiques et médicaments adjuvants
- Liste complémentaire :
  - Allopurinol [C] — Comprimé : 100 mg ; 300 mg.
  - Asparaginase — Poudre pour préparation injectable : 10 000 UI en flacon.
  - Bléomycine — Poudre pour préparation injectable : 15 mg (sous forme de sulfate) en flacon.
  - Folinate de calcium — Comprimé : 15 mg. Solution injectable : 3 mg/ml en ampoule de 10 ml.
  - ⎕ Carboplatine — Solution injectable : 50 mg / 5 ml ; 150 mg / 15 ml ; 450 mg / 45 ml ; 600 mg / 60 ml.
  - Chlorambucil — Comprimé : 2 mg.
  - Cyclophosphamide — Comprimé : 25 mg. Poudre pour préparation injectable : 500 mg en flacon.
  - Cytarabine — Poudre pour préparation injectable : 100 mg en flacon.
  - Dacarbazine — Poudre pour préparation injectable : 100 mg en flacon.
  - Dactinomycine — Poudre pour préparation injectable : 500 µg en flacon.
  - Daunorubicine — Poudre pour préparation injectable : 50 mg (sous forme de chlorhydrate) en flacon.
  - Docétaxel — Solution injectable : 20 mg/ml ; 40 mg/ml.
  - Doxorubicine — Poudre pour préparation injectable : 10 mg ; 50 mg (chlorhydrate) en flacon.
  - Étoposide — Capsule : 100 mg. Solution injectable : 20 mg/ml en ampoule de 5 ml.
  - Fluorouracile — Solution injectable : 50 mg/ml en ampoule de 5 ml.
  - Hydroxyurée (hydroxycarbamide) — Forme solide pour voie orale : 200 mg ; 250 mg ; 300 mg ; 400 mg ; 500 mg ; 1 g.
  - Ifosfamide — Poudre pour préparation injectable : 1 g en flacon ; 2 g en flacon.
  - Mercaptopurine — Comprimé : 50 mg.
  - Mesna — Comprimé : 400 mg ; 600 mg. Solution injectable : 100 mg/ml en ampoules de 4 ml et de 10 ml.
  - Méthotrexate — Comprimé : 2,5 mg (sous forme de sel de sodium). Poudre pour préparation injectable : 50 mg (sous forme de sel de sodium) en flacon.
  - Paclitaxel — Poudre pour préparation injectable : 6 mg/ml.
  - Procarbazine — Capsule : 50 mg (sous forme de chlorhydrate).
  - 6-thioguanine [C] — Forme solide pour voie orale : 40 mg.
  - Vinblastine — Poudre pour préparation injectable : 10 mg (sulfate) en flacon.
  - Vincristine — Poudre pour préparation injectable : 1 mg ; 5 mg (sulfate) en flacon.

### Hormones et antihormones
- Liste complémentaire :
  - Dexaméthasone — Forme buvable : 2 mg / 5 ml [C]. Solution injectable : 4 mg/ml en ampoule de 1 ml (sous forme de sel de phosphate disodique).
  - Cortisol (hydrocortisone) — Poudre pour préparation injectable : 100 mg (sous forme de succinate sodique) en flacon.
  - Méthylprednisolone [C] — Solution injectable : 40 mg/ml (sous forme de succinate sodique) en flacon unidose de 1 ml et en flacon multidose de 5 ml ; 80 mg/ml (sous forme de succinate sodique) en flacon unidose de 1 ml.
  - ⎕ Prednisolone — Comprimé : 5 mg ; 25 mg. Forme buvable : 5 mg/ml [C].
  - Tamoxifène — Comprimé : 10 mg ; 20 mg (sous forme de citrate).

### Médicaments des soins palliatifs (section déplacée sous le2echapitredans la révision d'avril 2013)
Le Comité OMS d'Experts reconnaît l'importance de faire figurer des médicaments spécifiques dans la section consacrée aux soins palliatifs. Certains médicaments utilisés dans les soins palliatifs figurent dans la section de la liste modèle correspondant à leur usage thérapeutique, par exemple les analgésiques. Les directives sur les soins palliatifs mentionnées dans la précédente édition de la liste doivent être mises à jour. Le Comité prévoit que des demandes en vue de l'inscription des médicaments nécessaires pour les soins palliatifs lui seront présentées pour la prochaine réunion.
- Amitriptyline [C] — Comprimé : 10 mg ; 25 mg.
- Scopolamine (hyoscine) [C] — Solution injectable : 400 μg·ml-1 ; 600 μg·ml-1. Timbre transdermique : 1 mg / 72 h.
- Cyclizine [C] — Solution injectable : 50 mg·ml-1. Comprimé : 50 mg.
- Dexaméthasone [C] — Solution injectable : 4 mg·ml-1 (sous forme de sel d'hydrogénophosphate de sodium) en ampoule de 1 ml. Forme buvable : 2 mg / 5 ml. Comprimé : 2 mg ; 4 mg.
- Diazépam [C] — Solution injectable : 5 mg·ml-1. Forme buvable : 2 mg / 5 ml. Solution pour voie rectale : 2,5 mg ; 5 mg ; 10 mg. Comprimé : 5 mg ; 10 mg.
- Docusate de sodium [C] — Capsule : 100 mg. Forme buvable : 50 mg / 5 ml.
- Fluoxétine [C] (âge supérieur à 8 ans) — Forme solide pour voie orale : 20 mg (sous forme de chlorhydrate).
- Ibuprofène [C] (âge supérieur à 3 mois) — Comprimé : 200 mg ; 400 mg ; 600 mg. Forme buvable : 200 mg / 5 ml.
- Lactulose [C] — Forme buvable : 3,1 à 3,7 g / 5 l.
- Midazolam [C] — Solution injectable : 1 mg·ml-1 ; 5 mg·ml-1. Forme solide pour voie orale : 7,5 mg ; 15 mg. Forme buvable : 2 mg·ml-1.
- Morphine [C] — Comprimé (à libération contrôlée) : 10 mg ; 30 mg ; 60 mg. Comprimé (à libération immédiate) : 10 mg. Forme buvable : 10 mg / 5 ml. Granulés (à libération modifiée) (à mélanger avec de l'eau) : 20 mg ; 30 mg ; 60 mg ; 100 mg ; 200 mg. Solution injectable : 10 mg/ml.
- Ondansétron [C] (âge supérieur à 1 mois) — Solution injectable : 2 mg·ml-1 (base, sous forme de chlorhydrate) en ampoule de 2 ml. Forme buvable : 4 mg / 5 ml (base). Forme solide pour voie orale : 4 mg (base) ; 8 mg (base).
- Sennosides (hétérosides du séné) — Forme buvable : 7,5 mg / 5 ml.

## Antiparkinsoniens
- Bipéridène — Comprimé : 2 mg (chlorhydrate). Solution injectable : 5 mg (lactate) en ampoule de 1 ml.
- Lévodopa + ⎕ carbidopa — Comprimé : 100 mg + 10 mg ; 250 mg + 25 mg.

## Médicaments utilisés en hématologie

### Antianémiques
- Acide folique — Comprimé : 1 mg ; 5 mg.
- Hydroxocobalamine — Solution injectable : 1 mg (sous forme d'acétate, de chlorhydrate ou de sulfate) en ampoule de 1 ml.
- Sels ferreux — Comprimé : correspondant à 60 mg de fer. Forme buvable : correspondant à 25 mg/ml de fer (sous forme de sulfate).
- Sels ferreux + acide folique — Comprimé correspondant à 60 mg de fer + 400 µg d'acide folique. (Complément nutritionnel indiqué pendant la grossesse).

### Médicaments de l'hémostase
- Acide tranexamique — Solution injectable : 100 mg/ml en ampoule de 10 ml.
- Héparine sodique — Solution injectable : 1000 UI/ml ; 5000 UI/ml ; 20 000 UI/ml en ampoule de 1 ml.
- Phytoménadione — Comprimé : 10 mg. Solution injectable : 1 mg/ml [C] ; 10 mg/ml en ampoule de 5 ml.
- Sulfate de protamine — Solution injectable : 10 mg/ml en ampoule de 5 ml.
- ⎕ Warfarine — Comprimé : 1 mg ; 2 mg ; 5 mg (sel de sodium).
- Liste complémentaire [C] :
  - Héparine sodique — Solution injectable : 1000 UI/ml ; 5000 UI/ml en ampoule de 1 ml.
  - Sulfate de protamine — Solution injectable : 10 mg/ml en ampoule de 5 ml.
  - ⎕ Warfarine — Comprimé : 0,5 mg ; 1 mg ; 2 mg ; 5 mg (sel de sodium).

### Autres médicaments pour le traitement des hémoglobinopathies
- Liste complémentaire :
  - Desferrioxamine — Poudre pour préparation injectable : 500 mg (mésylate) en ampoule. Le déférasirox sous forme orale peut être une alternative selon la disponibilité et le coût.
  - Hydroxyurée (hydroxycarbamide) — Forme solide pour voie orale : 200 mg ; 500 mg ; 1 g.

## Produits sanguins et substituts du plasma

### Substituts du plasma
- Dextrane 70 — Solution injectable : 6 %. La polygéline en solution injectable à 3,5 % est considérée comme équivalente.

### Fractions plasmatiques pour indications particulières
Toutes les fractions plasmatiques doivent satisfaire aux normes de l'OMS relatives à la collecte, au traitement et au contrôle de qualité du sang, de ses constituants et des dérivés du plasma (révision 1992). (OMS, Série de Rapports techniques, no 840, 1994, annexe 2).
- Liste complémentaire :
  - Concentré de facteur VIII — Desséché.
  - Concentré de complexe de facteur IX (facteurs de coagulation II, VII, IX, X) — Desséché.
  - Immunoglobulines humaines normales — Administration intramusculaire : solution de protéines 16 %.* Administration intraveineuse : solution de protéines 5 %, 10 %.** Administration sous-cutanée : solution de protéines 15 % ; 16 %.*
* Indiquées en cas de déficit immunitaire primaire.
** Indiquées en cas de déficit immunitaire primaire et de maladie de Kawasaki.

## Médicaments utilisés en cardioangiologie

### Antiangoreux
- ⎕ Bisoprolol (le symbole carré inclut le métoprolol et le carvédilol comme alternatives) — Comprimé : 1,25 mg ; 5 mg.
- ⎕ Dinitrate d'isosorbide — Comprimé (sublingual): 5 mg.
- Nitroglycérine — Comprimé (sublingual) : 500 µg.
- Vérapamil — Comprimé : 40 mg ; 80 mg (chlorhydrate).

### Antiarythmiques
- ⎕ Bisoprolol (le symbole carré inclut le métoprolol et le carvédilol comme alternatives) — Comprimé : 1,25 mg ; 5 mg.
- Digoxine — Comprimé : 62,5 µg ; 250 µg. Forme buvable : 50 µg/ml. Solution injectable : 250 µg/ml en ampoule de 2 ml.
- Adrénaline (épinéphrine) — Solution injectable : 100 µg/ml (sous forme de tartrate ou de chlorhydrate) en ampoule de 10 ml.
- Lidocaïne — Solution injectable : 20 mg/ml (chlorhydrate) en ampoule de 5 ml.
- Vérapamil — Comprimé : 40 mg ; 80 mg (chlorhydrate). Solution injectable : 2,5 mg/ml (chlorhydrate) en ampoule de 2 ml.
- Liste complémentaire :
  - Amiodarone — Comprimé : 100 mg ; 200 mg ; 400 mg (chlorhydrate). Solution injectable : 50 mg/ml en ampoule de 3 ml (chlorhydrate).

### Antihypertenseurs
- ⎕ Amlodipine — Comprimé : 5 mg (sous forme de maélate, mésylate ou bésylate).
- ⎕ Bisoprolol (le symbole carré inclut le métoprolol et le carvédilol comme alternatives) — Comprimé : 1,25 mg ; 5 mg.
- ⎕ Énalapril — Comprimé : 2,5 mg ; 5 mg (sous forme d'hydrogénomaléate).
- Hydralazine — Comprimé : 25 mg ; 50 mg (chlorhydrate). Poudre pour préparation injectable : 20 mg (chlorhydrate) en ampoule. L'hydralazine ne figure dans la liste que pour la prise en charge en urgence de l'hypertension gravidique sévère. Elle n'est pas recommandée dans le traitement de l'hypertension essentielle, étant donné qu'il existe d'autres médicaments dont l'efficacité et l'innocuité sont mieux connues.
- ⎕ Hydrochlorothiazide — Forme buvable : 50 mg / 5 ml. Forme solide pour voie orale : 12,5 mg ; 25 mg.
- Méthyldopa — Comprimé : 250 mg. Le méthyldopa ne figure dans la liste que pour la prise en charge de l'hypertension gravidique. Il n'est pas recommandé dans le traitement de l'hypertension essentielle, étant donné qu'il existe d'autres médicaments dont l'efficacité et l'innocuité sont mieux connues.
- Liste complémentaire :
  - Nitroprussiate de sodium — Poudre pour solution de perfusion : 50 mg en ampoule.

### Médicaments de l'insuffisance cardiaque
- ⎕ Bisoprolol (le symbole carré inclut le métoprolol et le carvédilol comme alternatives) — Comprimé : 1,25 mg ; 5 mg.
- Digoxine — Comprimé : 62,5 µg ; 250 µg. Forme buvable : 50 µg/ml. Solution injectable : 250 µg/ml en ampoule de 2 ml.
- ⎕ Énalapril — Comprimé : 2,5 mg ; 5 mg (sous forme d'hydrogénomalate).
- ⎕ Furosémide — Comprimé : 40 mg. Forme buvable : 20 mg / 5 ml [C]. Solution injectable : 10 mg/ml en ampoule de 2 ml.
- ⎕ Hydrochlorothiazide — Forme buvable : 50 mg / 5 ml. Forme solide pour voie orale : 25 mg.
- Spironolactone (médicament introduit avec la liste révisée d'avril 2013) — Comprimé : 25 mg.
- Liste complémentaire :
  - Dopamine — Solution injectable : 40 mg (chlorhydrate) en flacon de 5 ml.

### Antithrombotiques
- Acide acétylsalicylique (aspirine) — Comprimé : 100 mg.
- Liste complémentaire :
  - Streptokinase — Poudre pour préparation injectable : 1,5 million UI en flacon.

### Hypolipémiants
- ⎕ Simvastatine — Comprimé : 5 mg ; 10 mg ; 20 mg ; 40 mg. Pour les patients à haut risque.

## Médicaments utilisés en dermatologie (topiques)

### Antifongiques
- ⎕ Miconazole — Crème ou pommade : 2 % (nitrate).
- Sulfure de sélénium — Suspension à base détergente : 2 %.
- Terbinafine — Crème : 1 % ou Pommade : 1 % de chlorhydrate de terbinafine.
- Thiosulfate de sodium — Solution : 15 %.

### Anti-infectieux
- Mupirocine — Crème (sous forme de mupirocine calcique) : 2 %. Pommade : 2 %.
- Permanganate de potassium — Solution aqueuse : 1:10000.
- Sulfadiazine argentique (âge supérieur à 2 mois) — Crème : 1 %.

### Anti-inflammatoires et antiprurigineux
- ⎕ Bétaméthasone (privilégier le cortisol (hydrocortisone) chez le nouveau-né) — Crème ou pommade : 0,1 %(sous forme de valérate).
- ⎕ Calamine — Lotion.
- ⎕ Cortisol (hydrocortisone) — Crème ou pommade : 1 % (acétate).

### Médicaments de la différenciation et de la prolifération cutanées
- Acide salicylique — Solution : 5 %.
- Dithranol (médicament retiré de la liste révisée d'avril 2013) — Pommade : 0,1 %à 2 %. Le Comité d'Experts a demandé un examen comparé de l'efficacité et de la sécurité, en vue de l'éventuelle suppression de ce médicament lors de sa prochaine réunion.
- Fluorouracile — Pommade : 5 %.
- Goudron de houille — Solution : 5 %.
- Peroxyde de benzoyle — Crème ou lotion : 5 %.
- ⎕ Résine de podophylle — Solution : 10 % à 25 %.
- Urée — Crème ou pommade : 5 % ; 10 %.

### Scabicides et pédiculicides
- Benzoate de benzyle (âge supérieur à 2 ans) — Lotion : 25 %.
- Perméthrine — Crème : 5 %. Lotion : 1 %.

## Produits de diagnostic

### En ophtalmologie
- Fluorescéine — Collyre : 1 % (sel de sodium).
- ⎕ Tropicamide — Collyre : 0,5 %.

### Produits de contraste
- ⎕ Amidotrizoate — Solution injectable : 140 mg/ml à 420 mg/ml d'iode (sous forme de sodium ou de sel de méglumine) en ampoule de 20 ml.
- ⎕ Iohexol — Solution injectable : 140 mg à 350 mg/ml d'iode en ampoules de 5 ml ; 10 ml ; 20 ml.
- Sulfate de baryum — Suspension aqueuse.
- Liste complémentaire :
  - ⎕ Iotroxate de méglumine — Solution : 5 g à 8 g d'iode dans 100 ml à 250 ml.
  - Sulfate de baryum [C] — Suspension aqueuse.

## Désinfectants et antiseptiques

### Antiseptiques
- ⎕ Chlorhexidine — Solution : 5 % (digluconate) ; 20 % (digluconate) (à diluer avant usage pour les soins du cordon) [C].
- ⎕ Éthanol — Solution : 70 % (dénaturé).
- ⎕ Povidone iodée — Solution à 10 % (soit 1 % d'iode disponible).

### Désinfectants
- ⎕ Composé chloré — Poudre : (0,1 % de chlore actif) pour solution.
- ⎕ Chloroxylénol — Solution : 4,8 %.
- Glutaraldéhyde — Solution : 2 %.

## Diurétiques
- Amiloride — Comprimé : 5 mg (chlorhydrate).
- ⎕ Furosémide — Comprimé : 10 mg [C] ; 20 mg [C] ; 40 mg. Forme buvable : 20 mg / 5 ml [C]. Solution injectable : 10 mg/ml en ampoule de 2 ml.
- ⎕ Hydrochlorothiazide — Forme solide pour voie orale : 25 mg.
- Mannitol — Solution injectable : 10 %; 20 %.
- Spironolactone — Comprimé : 25 mg.
- Liste complémentaire [C] :
  - ⎕ Hydrochlorothiazide — Comprimé (sécable) : 25 mg.
  - Mannitol — Solution injectable : 10 % ; 20 %.
  - Spironolactone — Comprimé : 25 mg. Forme buvable : 5 mg / 5 ml ; 10 mg / 5 ml ; 25 mg / 5 ml.

## Médicaments indiqués en gastroentérologie
- Liste complémentaire [C] :
  - ⎕ Enzymes pancréatiques — Formulations et doses adaptées à l'âge, notamment pour la lipase, la protéase et l'amylase.

### Antiulcéreux
- Oméprazole — Forme solide pour voie orale : 10 mg ; 20 mg ; 40 mg. Poudre pour forme buvable : sachets de 20 mg ; 40 mg.
- Ranitidine — Comprimé : 150 mg (sous forme de chlorhydrate). Forme buvable : 75 mg / 5 ml (sous forme de chlorhydrate). Solution injectable : 25 mg/ml (sous forme de chlorhydrate) en ampoule de 2 ml. Le Comité d'Experts a demandé un examen comparé de l'efficacité et de la sécurité, en vue de l'éventuelle suppression de cette catégorie de médicaments lors de sa prochaine réunion.

### Antiémétiques
- Dexaméthasone — Forme buvable : 0,5 mg / 5 ml ; 2 mg / 5 ml. Forme solide pour voie orale : 0,5 mg ; 0,75 mg ; 1,5 mg ; 4 mg. Solution injectable : 4 mg/ml en ampoule de 1 ml (sous forme de sel de phosphate disodique).
- Métoclopramide (ne pas administrer au nouveau-né) — Comprimé : 10 mg (chlorhydrate). Forme buvable : 5 mg / 5 ml [C]. Solution injectable : 5 mg/ml (chlorhydrate) en ampoule de 2 ml.
- Ondansétron (âge supérieur à 1 mois) — Forme buvable : 4 mg de base / 5 ml. Forme solide pour voie orale : Eq 4 mg de base ; Eq 8 mg de base ; Eq 24 mg de base. Solution injectable : 2 mg de base/ml en ampoule de 2 ml (sous forme de chlorhydrate).

### Anti-inflammatoires
- ⎕ Sulfasalazine — Comprimé : 500 mg. Lavement à garder. Suppositoire : 500 mg.
- ⎕ Cortisol (hydrocortisone) (le symbole carré ne s'applique qu'à l'hydrocortisone en lavement à garder) — Lavement à garder. Suppositoire : 25 mg (acétate).

### Laxatifs
- ⎕ Sennosides (hétérosides du séné) — Comprimé : 7,5 mg (sennosides ou formes pharmaceutiques traditionnelles).

### Antidiarrhéiques

#### Réhydratation orale
- Sels de réhydratation orale — glucose : 75 mEq ; sodium : 75 mEq ou mmol/L ; chlorure : 65 mEq ou mmol/L ; potassium : 20 mEq ou mmol/L ; citrate : 10 mmol/L ; osmolarité : 245 mOsm/L ; glucose : 13,5 g/L ; chlorure de sodium : 2,6 g/L ; chlorure de potassium : 1,5 g/L citrate trisodique dihydraté* : 2,9 g/L
*Le citrate trisodique dihydraté peut être remplacé par le bicarbonate de sodium (hydrogénocarbonate de sodium) 2,5 g/L. Toutefois, la stabilité de cette dernière préparation étant très médiocre sous climat tropical, elle ne peut être recommandée que pour un usage immédiat. Poudre à diluer dans 200 ml ; 500 ml ; 1 L.

#### Antidiarrhéiques à usage pédiatrique
- Sulfate de zinc — Forme solide pour voie orale : 20 mg. En cas de diarrhée aiguë, le sulfate de zinc est utilisé comme adjuvant de la réhydratation orale.

## Hormones, autres médicaments indiqués en endocrinologie et contraceptifs

### Hormones surrénaliennes et corticoïdes de synthèse
- Fludrocortisone — Comprimé : 100 µg (acétate).
- Cortisol (hydrocortisone) — Comprimé : 5 mg ; 10 mg ; 20 mg.

### Androgènes
- Liste complémentaire :
  - Testostérone — Solution injectable : 200 mg (énanthate) en ampoule de 1 ml.

### Contraceptifs

#### Contraceptifs hormonaux oraux
- ⎕ Éthinylestradiol + ⎕ lévonorgestrel — Comprimé : 30 µg + 150 µg.
- ⎕ Éthinylestradiol + ⎕ noréthistérone — Comprimé : 35 µg + 1 mg.
- ⎕ Lévonorgestrel — Comprimé : 30 µg ; 750 µg (conditionné par deux) ; 1,5 mg.

#### Contraceptifs hormonaux injectables
- Acétate de médroxyprogestérone — Solution injectable retard : 150 mg/ml en flacon de 1 ml.
- Acétate de médroxyprogestérone + cypionate d'estradiol — Solution injectable : 25 mg + 5 mg.
- Énanthate de noréthistérone — Solution huileuse : 200 mg/ml en ampoule de 1 ml.

#### Dispositifs intra-utérins
- Dispositif cuprocontraceptif

#### Contraception locale
- Diaphragme
- Préservatif masculin

#### Contraceptifs implantables
- Implant libérant du lévonorgestrel — Implant libérant du lévonorgestrel constitué de deux bâtonnets, chaque bâtonnet contenant 75 mg de lévonorgestrel (150 mg au total).

### Insulines et autres antidiabétiques
- ⎕ Gliclazide (médicament introduit avec la liste révisée d'avril 2013) — Forme solide pour voie orale : (comprimé à libération contrôlée) 30 mg ; 60 mg ; 80 mg.
- Glibenclamide (âge inférieur à 60 ans ; médicament retiré de la liste révisée d'avril 2013) — Comprimé : 2,5 mg ; 5 mg.
- Glucagon — Solution injectable : 1 mg/ml.
- Insuline d'action intermédiaire — Solution injectable : 40 UI/ml en flacon de 10 ml ; 100 UI/ml en flacon de 10 ml (sous forme d'un complexe d'insuline zinc en suspension ou d'insuline isophane).
- Insuline injectable soluble — Solution injectable : 40 UI/ml en flacon de 10 ml ; 100 UI/ml en flacon de 10 ml.
- Metformine — Comprimé : 500 mg (chlorhydrate).
- Liste complémentaire [C] :
  - Metformine — Comprimé : 500 mg (chlorhydrate)

### Inducteurs de l'ovulation
- Liste complémentaire :
  - Clomiphène — Comprimé : 50 mg (citrate).

### Progestatifs
- ⎕ Acétate de médroxyprogestérone — Comprimé : 5 mg.

### Hormones thyroïdiennes et antithyroïdiens
- Iodure de potassium — Comprimé : 60 mg.
- Lévothyroxine — Comprimé : 25 µg [C] ; 50 µg ; 100 µg (sel de sodium).
- Propylthiouracile — Comprimé : 50 mg.
- Liste complémentaire [C] :
  - Iodure de potassium — Comprimé : 60 mg.
  - Propylthiouracile — Comprimé : 50 mg.
  - Solution de lugol — Forme buvable : environ 130 mg d'iode total/ml.

## Préparations pour l'immunologie

### Produits de diagnostic
Toutes les tuberculines doivent être conformes aux normes de l'OMS relatives aux tuberculines (révision 1985). Comité OMS d’Experts de la Standardisation biologique, trente-sixième rapport (OMS, Série de Rapports techniques, no 745, 1987, annexe 1).
- Tuberculine, dérivé protéinique purifié (PPD) — Solution injectable.

### Sérums et immunoglobulines
Toutes les fractions plasmatiques doivent être conformes aux normes de l'OMS relatives à la collecte, au traitement et au contrôle de qualité du sang, de ses constituants et des dérivés du plasma (Révision 1992). Comité OMS d'Experts de la Standardisation biologique, quarante-troisième rapport (OMS, Série de Rapports techniques, no 840, 1994, annexe 2).
- Antitoxine diphtérique — Solution injectable : 10 000 UI ; 20 000 UI en flacon.
- ⎕ Immunoglobulines antirabiques — Solution injectable : 150 UI/ml en flacon.
- Immunoglobulines antivenimeuses — Solution injectable. Le type exact doit être défini localement.
- immunoglobulines humaines anti-D — Solution injectable : 250 µg en flacon unidose.
- Immunoglobulines humaines antitétaniques — Solution injectable : 500 UI en flacon.

### Vaccins
Le choix des vaccins à partir de la liste modèle devra être établi par chaque pays en tenant compte des recommandations internationales, des données épidémiologiques et des priorités nationales. La liste ci-dessous indique les vaccins pour lesquels il existe une recommandation du Strategic Advisory Group of Experts on Immunization (SAGE) et/ou une note de synthèse de l'OMS. Ce site est mis à jour à mesure de la publication de nouvelles notes de synthèse et contient les informations et recommandations les plus récentes.
Tous les vaccins doivent être conformes aux normes de l'OMS pour les substances biologiques.
- Recommandés pour tous :
  - Vaccin par le BCG (contre la tuberculose)
  - Vaccin antidiphtérique (contre la diphtérie)
  - vaccin anti-Haemophilus influenzae type b (contre Haemophilus influenzae)
  - Vaccin anti-hépatite B (contre l'hépatite B)
  - Vaccin antirougeoleux (contre la rougeole)
  - Vaccin anticoquelucheux (contre la coqueluche)
  - Vaccin antipneumococcique (contre le pneumocoque)
  - Vaccin antipoliomyélitique (contre la poliomyélite)
  - Vaccin antirotavirus (contre les rotavirus)
  - Vaccin antirubéoleux (contre la rubéole)
  - Vaccin antitétanique (contre le tétanos)
- Recommandés pour certaines régions du globe :
  - Vaccin antiencéphalite japonaise (contre l'encéphalite japonaise)
  - Vaccin antiamaril (contre la fièvre jaune)
- Recommandés pour des populations à haut risque :
  - Vaccin anticholérique (contre le choléra)
  - Vaccin anti-hépatite A (contre l'hépatite A)
  - Vaccin antiméningococcique (contre la méningite)
  - Vaccin antirabique (contre la rage)
  - Vaccin antityphoïdique (contre la fièvre typhoïde)
- Recommandés lors de programmes d'immunisation avec certaines caractéristiques :
  - Vaccin antigrippal (contre la grippe)
  - Vaccin antiourlien (contre les oreillons)
  - Vaccin antivaricelleux (contre la varicelle)

## Myorelaxants (périphériques) et inhibiteurs de la cholinestérase
Le Comité d'Experts a demandé l'examen de cette section lors de sa prochaine réunion.
- ⎕ Atracurium — Solution injectable : 10 mg/ml (bésylate).
- Néostigmine — Comprimé : 15 mg (bromure). Solution injectable : 500 µg en ampoule de 1 ml ; 2,5 mg (méthylsulfate) en ampoule de 1 ml.
- Suxaméthonium — Poudre pour préparation injectable (chlorure) en flacon. Solution injectable : 50 mg/ml (chlorure) en ampoule de 2 ml.
- ⎕ Vécuronium [C] — Poudre pour préparation injectable : 10 mg (bromure) en flacon.
- Liste complémentaire :
  - Pyridostigmine — Comprimé : 60 mg (bromure). Solution injectable : 1 mg en ampoule de 1 ml.
  - ⎕ Vécuronium — Poudre pour préparation injectable : 10 mg (bromure) en flacon.

## Préparations pour l'ophtalmologie
Cette section sera réexaminée lors de la prochaine réunion du Comité d'Experts.

### Anti-infectieux
- Aciclovir — Pommade :3 % P/P.
- Azithromycine (médicament introduit avec la liste révisée d'avril 2013) — Solution (collyre) : 1,5 %.
- ⎕ Gentamicine — Solution (collyre) : 0,3 % (sulfate).
- ⎕ Ofloxacine (médicament introduit avec la liste révisée d'avril 2013) — Solution (collyre) : 0,3 %.
- ⎕ Tétracycline — Pommade ophtalmique : 1 % (chlorhydrate).

### Anti-inflammatoires
- ⎕ Prednisolone — Solution (collyre) : 0,5 % (phosphate de sodium).

### Anesthésiques locaux
- ⎕ Tétracaïne (ne pas administrer au nouveau-né prématuré) — Solution (collyre) : 0,5 % (chlorhydrate).

### Myotiques et antiglaucomateux
- Acétazolamide — Comprimé : 250 mg.
- Latanoprost — Solution (collyre) : latanoprost 50 µg/mL.
- ⎕ Pilocarpine — Solution (collyre) : 2 % ; 4 % (chlorhydrate ou nitrate).
- ⎕ Timolol — Solution (collyre) : 0,25 % ; 0,5 % (sous forme d'hydrogénomalate).

### Mydriatiques
- Atropine (âge supérieur à 3 mois) — Solution (collyre) : 0,1 % ; 0,5 % ; 1 % (sulfate). [C] Ou homatropine (bromhydrate) ou cyclopentolate (chlorhydrate).
- Liste complémentaire :
  - Adrénaline (épinéphrine) — Solution (collyre) : 2 % (sous forme de chlorhydrate).

### Inhibiteurs du facteur de croissance de l'endothélium vasculaire (section introduite avec la liste révisée d'avril 2013)
- Liste complémentaire :
  - Bévacizumab — Forme injectable : 25 mg/ml.

## Ocytociques et antiocytociques

### Ocytociques
- ⎕ Ergométrine — Solution injectable : 200 µg (hydrogénomalate) en ampoule de 1 ml.
- Misoprostol — Comprimé : 200 µg ; pour la prise en charge de l'avortement incomplet et de la fausse-couche et pour la prévention de l'hémorragie du post-partum lorsque l'on ne dispose pas d'ocytocine ou qu'elle ne peut être utilisée sans risques. Comprimé vaginal : 25 µg ; n'est utilisé pour déclencher le travail que si l'on dispose des installations voulues.
- Ocytocine — Solution injectable : 10 UI en 1 ml.
- Liste complémentaire :
  - Mifépristone – Misoprostol (si autorisé par les lois nationales et culturellement acceptable) — Comprimé 200 mg – Comprimé 200 µg. Exige une surveillance médicale attentive.

### Antiocytociques (tocolytiques)
- Nifédipine — Capsule à libération immédiate : 10 mg.

## Solutions pour dialyses péritonéales
- Liste complémentaire :
  - Solution pour dialyse péritonéale (de composition appropriée) — Solution pour voie parentérale.

## Médicaments des désordres mentaux et comportementaux

### Antipsychotiques
- ⎕ Chlorpromazine — Comprimé : 100 mg (chlorhydrate). Forme buvable : 25 mg / 5 ml (chlorhydrate). Solution injectable : 25 mg/ml (chlorhydrate) en ampoule de 2 ml.
- ⎕ Fluphénazine — Solution injectable : 25 mg (décanoate ou énantate) en ampoule de 1 ml.
- ⎕ Halopéridol — Comprimé : 2 mg ; 5 mg. Solution injectable : 5 mg en ampoule de 1 ml.
- Rispéridone (médicament introduit avec la liste révisée d'avril 2013) — Forme solide pour voie orale : 0,25 mg à 6 mg.
- Liste complémentaire [C] :
  - Chlorpromazine — Comprimé : 10 mg ; 25 mg ; 50 mg ; 100 mg (chlorhydrate). Forme buvable : 25 mg / 5 ml (chlorhydrate). Solution injectable : 25 mg/ml (chlorhydrate) en ampoule de 2 ml.
  - Halopéridol — Forme buvable : 2 mg/ml. Forme solide pour voie orale : 0,5 mg ; 2 mg ; 5 mg. Solution injectable : 5 mg en ampoule de 1 ml.
  - Clozapine (médicament introduit avec la liste révisée d'avril 2013) — Forme solide pour voie orale : 25 à 200 mg.

### Médicaments des troubles de l'humeur

#### Antidépresseurs
- ⎕ Amitriptyline — Comprimé : 25 mg (chlorhydrate).
- Fluoxétine — Forme solide pour voie orale : 20 mg (sous forme de chlorhydrate).
- Liste complémentaire [C] :
  - Fluoxétine (âge supérieur à 8 ans) — Forme solide pour voie orale : 20 mg (sous forme de chlorhydrate).

#### Normothymiques
- Acide valproïque (valproate de sodium) — Comprimé (gastrorésistant) : 200 mg ; 500 mg (valproate de sodium).
- Carbamazépine — Comprimé (sécable) : 100 mg ; 200 mg.
- Carbonate de lithium — Forme solide pour voie orale : 300 mg.

### Anxiolytiques
- ⎕ Diazépam — Comprimé (sécable) : 2 mg ; 5 mg.

### Médicaments des troubles obsessionnels compulsifs
- Clomipramine — Capsule : 10 mg ; 25 mg (chlorhydrate).

### Médicaments des troubles liés à l'usage de substances psychoactives
- Traitement de substitution nicotinique (TSN) — Chewing gum : 2 mg ; 4 mg (sous forme de polacrilex). Dispositif transdermique : 5 mg à 30 mg / 16 heures ; 7 mg à 21 mg / 24 heures.
- Liste complémentaire :
  - ⎕ Méthadone (le symbole carré est destiné à inclure la buprénorphine ; ces médicaments ne seront utilisés que dans le cadre d'un programme de prise en charge codifiée) — Concentré pour forme buvable : 5 mg/ml ; 10 mg/ml (chlorhydrate). Forme buvable : 5 mg / 5 ml ; 10 mg / 5 ml (chlorhydrate).

## Médicaments indiqués en pneumologie

### Antiasthmatiques et traitement des bronchopneumopathies chroniques obstructives
- ⎕ Béclométasone — Solution pour inhalation (aérosol) : 50 µg (prodipropionate) par dose ; 100 µg (prodipropionate) par dose (formes exemptes de CFC).
- Bromure d'ipratropium — Solution pour inhalation (aérosol) : 20 µg par dose.
- ⎕ Budésonide [C] — Solution pour inhalation (aérosol) : 100 µg par dose ; 200 µg par dose.
- Adrénaline (épinéphrine) — Solution injectable : 1 mg (sous forme de chlorhydrate ou d'hydrogénotartrate) en ampoule de 1 ml.
- ⎕ Salbutamol — Inhalateur doseur (aérosol) : 100 µg (sous forme de sulfate) par dose. Solution injectable : 50 µg/ml (sous forme de sulfate) en ampoule de 5 ml. Solution pour inhalation (aérosol) : 100 µg (sous forme de sulfate) par dose. Solution pour nébuliseur : 5 mg/ml (sous forme de sulfate).

## Correction des troubles hydroélectrolytiques et acidobasiques

### Voie orale
- Chlorure de potassium — Poudre pour solution.
- Sels de réhydratation orale — glucose : 75 mEq ; sodium : 75 mEq ou mmol/L ; chlorure : 65 mEq ou mmol/L ; potassium : 20 mEq ou mmol/L ; citrate : 10 mmol/L ; osmolarité : 245 mOsm/L ; glucose : 13,5 g/L ; chlorure de sodium : 2,6 g/L ; chlorure de potassium : 1,5 g/L citrate trisodique dihydraté* : 2,9 g/L
*Le citrate trisodique dihydraté peut être remplacé par le bicarbonate de sodium (hydrogénocarbonate de sodium) 2,5 g/L. Toutefois, la stabilité de cette dernière préparation étant très médiocre sous climat tropical, elle ne peut être recommandée que pour un usage immédiat. Poudre à diluer dans 200 ml ; 500 ml ; 1 L.

### Voie parentérale
- Chlorure de potassium — Solution : 11,2 % en ampoule de 20 ml (correspondant à 1,5 mmol/ml de K+ et 1,5 mmol/ml de Cl–). Solution à diluer : 7,5 % (correspondant à K 1 mmol/ml et Cl 1 mmol/ml) [C] ; 15 % (correspondant à K 2 mmol/ml et Cl 2 mmol/ml) [C].
- Chlorure de sodium — Solution injectable : 0,9 % isotonique (correspondant à 154 mmol/L de Na+ et 154 mmol/L de Cl–).
- Glucose — Solution injectable : 5 % (isotonique) ; 10 % (hypertonique) ; 50 % (hypertonique).
- Glucose avec chlorure de sodium — Solution injectable : 4 % glucose, 0,18 % chlorure de sodium (correspondant à 30 mmol/L de Na+ et 30 mmol/L de Cl–). Solution injectable : 5 % glucose, 0,9 % chlorure de sodium (correspondant à 150 mmol/L de Na+ et 150 mmol/L de Cl–) ; 5 % glucose, 0,45 % chlorure de sodium (correspondant à 75 mmol/L Na+ et 75 mmol/L Cl–) [C].
- Bicarbonate de sodium (hydrogénocarbonate de sodium) — Solution : 8,4 % en ampoule de 10 ml (correspondant à 1000 mmol/L de Na+ et 1000 mmol/L de HCO3–). Solution injectable : 1,4 % isotonique (correspondant à 167 mmol/L de Na+ et 167 mmol/L de HCO3–).
- ⎕ Lactate de sodium, solution composée — Solution injectable.

### Divers
- Eau pour préparations injectables — En ampoules de 2 ml ; 5 ml ; 10 ml.

## Vitamines et éléments minéraux
- Acide ascorbique — Comprimé : 50 mg.
- Cholécalciférol [C] — Forme buvable : 400 UI/ml. Forme solide pour voie orale : 400 UI ; 1000 UI. Peut être remplacé par de l'ergocalciférol.
- ⎕ Ergocalciférol — Forme buvable : 250 µg/ml (10 000 UI/ml). Forme solide pour voie orale : 1,25 mg (50 000 UI).
- Fluorure de sodium — N'importe quelle forme topique appropriée.
- Iode — Capsule : 200 mg. Huile iodée : 1 ml (480 mg d'iode) ; 0,5 ml (240 mg d'iode) en ampoule (buvable ou injectable) ; 0,57 ml (308 mg d'iode) en flacon distributeur.
- ⎕ Nicotinamide — Comprimé : 50 mg.
- Pyridoxine — Comprimé : 25 mg (chlorhydrate).
- Rétinol — Capsule : 50 000 UI ; 100 000 UI ; 200 000 UI (sous forme de palmitate). Comprimé (dragéifié) : 10 000 UI (sous forme de palmitate). Solution buvable dans l'huile : 100 000 UI/ml (sous forme de palmitate) en flacon doseur. Solution injectable miscible dans l'eau : 100 000 UI (sous forme de palmitate) en ampoule de 2 ml.
- Riboflavine — Comprimé : 5 mg.
- Thiamine — Comprimé : 50 mg (chlorhydrate).
- Liste complémentaire :
  - Gluconate de calcium — Solution injectable : 100 mg/ml en ampoule de 10 ml.

## Affection de l'oreille, du nez et de la gorge chez l'enfant[C]
- Acide acétique — Topique : 2 %, dans l'alcool.
- ⎕ Budésonide — Pulvérisation nasale : 100 µg par dose.
- ⎕ Ciprofloxacine — Topique : gouttes à 0,3 % (sous forme de chlorhydrate).
- ⎕ Xylométazoline âge supérieur à 3 mois — Pulvérisation nasale : 0,05 %.

## Médicaments propres aux soins néonatals

### Médicaments administrés au nouveau-né[C]
- Citrate de caféine — Forme buvable : 20 mg/ml (correspondant à 10 mg/ml de composé de caféine). Solution injectable : 20 mg/ml (correspondant à 10 mg/ml de composé de caféine).
- Chlorhexidine — Solution ou gel : 7,1 % (digluconate) administrant 4 % de chlorhexidine (pour les soins du cordon ombilical).
- Liste complémentaire :
  - ⎕ Ibuprofène — Solution injectable : 5 mg/ml.
  - ⎕ Prostaglandine E — Solution injectable : prostaglandine E1 : 0,5 mg/ml dans l'alcool ; prostaglandine E2 : 1 mg/ml.
  - Surfactant — Suspension pour instillation intratrachéale : 25 mg/ml ou 80 mg/ml.

### Médicaments administrés à la mère (section introduite avec la liste révisée d'avril 2013)
- Dexaméthasone — Solution injectable : 4 mg/ml de phosphate de dexaméthasone (sous forme de sel disodique).

## Médicaments utilisés pour le traitement des maladies articulaires(section introduite avec la liste révisée d'avril 2013)

### Antigoutteux
- Allopurinol — Comprimé : 100 mg.

### Médicaments utilisés pour le traitement de fond des affections rhumatismales
- Chloroquine — Comprimé : 100 mg ; 150 mg (sous forme de phosphate ou sulfate).
- Liste complémentaire :
  - Azathioprine — Comprimé : 50 mg.
  - Hydroxychloroquine [C] — Forme solide pour voie orale : 200 mg (sous forme de sulfate).
  - Méthotrexate — Comprimé : 2,5 mg (sous forme de sel de sodium).
  - Pénicillamine — Forme solide pour voie orale : 250 mg.
  - Sulfasalazine — Comprimé : 500 mg.

### Maladies articulaires de l'enfant
- Acide acétylsalicylique (aspirine) — Suppositoire : 50 mg à 150 mg. Comprimé : 100 mg à 500 mg. Utilisation pour le rhumatisme articulaire aigu, l'arthrite chronique juvénile et la maladie de Kawasaki.

## Tableau 1: Médicaments comportant des limites d'âge ou de poids
| Atazanavir                            | > 25 kg                                                            |
| Atropine                              | > 3 mois                                                           |
| Benzoate de benzyle                   | > 2 ans                                                            |
| Bétaméthasone (préparations topiques) | Privilégier le cortisol (hydrocortisone) chez le nouveau-né        |
| Céfazoline                            | > 1 mois                                                           |
| Ceftriaxone                           | Âge gestationnel corrigé > 41 semaines                             |
| Chlorphéniramine                      | > 1 an                                                             |
| Diloxanide                            | > 25 kg                                                            |
| Doxycycline                           | > 8 ans (sauf en cas d'infections graves, par exemple le choléra)  |
| Éfavirenz                             | > 3 ans ou > 10 kg                                                 |
| Emtricitabine                         | > 3 mois                                                           |
| Fluoxétine                            | > 8 ans                                                            |
| Ibuprofène                            | > 3 mois (sauf la forme IV, pour les cas avérés de canal artériel) |
| Méfloquine                            | > 5 kg ou > 3 mois                                                 |
| Métoclopramide                        | Ne pas administrer au nouveau-né                                   |
| Ondansétron                           | > 1 mois                                                           |
| Saquinavir                            | > 25 kg                                                            |
| Sulfadiazine argentique               | > 2 mois                                                           |
| Tétracaïne                            | Ne pas administrer au nouveau-né prématuré                         |
| Triméthoprime                         | > 6 mois                                                           |
| Xylométazoline                        | > 3 mois                                                           |